# Mario Morosi
Mario Morosi (Firenze, 1906 – Altipiano Kurvelesh, 16 gennaio 1941) è stato un militare italiano, insignito della medaglia d'oro al valor militare alla memoria nel corso della seconda guerra mondiale.

## Biografia
Nacque a Firenze nel 1906, figlio di Giuseppe e Ida Mariani. Arruolatosi nel Regio Esercito fu nominato sottotenente di complemento dell'arma di fanteria nel 1927, e rinunciando al grado entrò nella Regia Accademia Militare di Fanteria e Cavalleria di Modena da cui uscì nell'agosto 1929 conseguendo la promozione a sottotenente in servizio permanente effettivo. Frequentata la Scuola di applicazione d'arma venne assegnato al 34º Reggimento fanteria "Livorno" dove nell'agosto 1930 fu promosso tenente. Passato poi al 94º Reggimento fanteria "Messina" di stanza a Fossano, vi si distinse per le sue spiccate attitudini sportive, qualità messe maggiormente in rilievo allorquando venne trasferito come istruttore alla Scuola allievi ufficiali di complemento di Fano. Promosso capitano nel giugno 1938, venne destinato al 232º Reggimento fanteria della 11ª Divisione fanteria "Brennero" a Bolzano  dove gli venne affidato il comando della compagnia armi di accompagnamento reggimentale. Dopo l'entrata in guerra del Regno d'Italia, avvenuta il 10 giugno 1940, prese parte alle operazioni belliche sul fronte occidentale. Partecipò successivamente alla operazioni sul fronte greco-albanese, dove cadde in combattimento sull'altipiano del Kurvelesch il 16 maggio 1941. Fu insignito della medaglia d'oro al valor militare alla memoria.

### Riconoscimenti
Nel 1942 è stata posta, all'interno della corte della Caserma Paolini di Fano, una lapide in marmo dedicata a Morosi con incisa la motivazione di concessione della medaglia d'oro al valor militare.

### Fonti
1. 1 2  Gruppo Medaglie d'Oro al Valore Militare 1965, p. 540.
2. 1 2 3 4 5 6 7  Combattenti Liberazione.
3. ↑   Gian Luca Patrignani e Franco Battistelli, Il tempo e la pietra. I marmi parlanti. Nuovo catalogo delle epigrafi ubicate nel territorio comunale di Fano (PDF), Fano, Fondazione Cassa di Risparmio di Fano, 2010,  p. 369, SBN URB0878819. URL consultato il 19 luglio 2020 (archiviato dall'url originale il 16 maggio 2019).
4. ↑   Morosi Mario, su quirinale.it, Presidenza della Repubblica Italiana. URL consultato il 19 luglio 2020.
5. ↑  Registrato alla Corte dei conti addì 12 marzo 1943, registro n.11 guerra, foglio 37.